# 错那蒿
错那蒿（学名：Artemisia conaensis）为菊科蒿属下的一个种。